# Constanza Michelson
Constanza Michelson Martínez (Viña del Mar, 1978) es una psicoanalista y escritora chilena.

## Biografía
Michelson se tituló de psicóloga por la Universidad Diego Portales en 2002 y posteriormente obtuvo su magíster en psicoanálisis en la Universidad Andrés Bello.
Su trabajo ha sido descrito como un tránsito "entre el campo académico, el psicoanálisis, la literatura y la política".
Junto a su trabajo clínico, se ha dedicado a la escritura y al ensayo, cruzando su interés por el psicoanálisis y el análisis político y cultural. Ha sido columnista en The Clinic, HoyxHoy, El País y Huffington Post España. Es 
una de las creadoras y editoras de la revista de cultura "Barbarie-Pensar con otros".
Inicialmente desarrolló y dictó cursos en universidades chilenas sobre problemáticas relacionadas con la clínica de las adicciones y las lógicas de la vida amorosa  y posteriormente se dedicó a la escritura en medios de comunicación y al ensayo. Durante el estallido social chileno de 2019 participó en los diálogos ciudadanos "Coloquio de perros" junto al colectivo Tres Tristes Tigres .
En 2015 publicó su primer libro 50 sombras de Freud y ese mismo año fue panelista del programa televisivo Campo minado emitido por Vía X. También creadora del podcast "Abajo el Amor", junto a José Miguel Villouta.
En 2023 su libro Hacer la noche fue finalista del Premio Municipal de Literatura de Santiago en la categoría de ensayos y obtuvo el segundo lugar en la categoría ensayo del Premio Mejores Obras Literarias 2023.
Su último publicado en 2024 es Nostalgia del desastre: variaciones sobre el odio, el aburrimiento y la ternura Editorial Seix Barral .

## Obra

### Libros
- Cincuenta Sombras de Freud. Editorial Catalonia, 2015.
- Neuróticos. Planeta, 2017.
- Hasta que valga la pena vivir. Paidós, 2020.
- Capitalismo del yo. Paidós Argentina, 2021.
- Hacer la noche. Paidós, 2022.
- Nostalgia del desastre. Seix Barral, 2024.

### Libros publicados en colaboración
- Una falla en la lógica del universo. Cartas desde la cornisa, junto a Aïcha Liviana Messina. Metales Pesados, 2020.

## Filmografía

### Televisión
| Año       | Programa     | Rol       |
| --------- | ------------ | --------- |
| 2015-2016 | Campo Minado | Panelista |

### Radio
- 2019: Universos Paralelos. Radio Universo.

### Podcast
- 2010-2012: Podcast Abajo el Amor (junto a Jose Miguel Villouta)
- 2023: El oficio de vivir